# Mlecz (skała)
Mlecz lub Wapiennik – skała we wsi Rusocice w województwie małopolskim, w powiecie krakowskim, w gminie Czernichów. Pod względem geograficznym znajduje się na Garbie Tenczyńskim wchodzącym w skład Wyżyny Krakowsko-Częstochowskiej.
Wapienna skała znajduje się na południowo-wschodnim, bardzo stromym stoku wzniesienia Sokola. Wznosi się w lesie po północnej stronie zabudowań należącej do Rusocic części wsi Podskale i jej górna część jest widoczna nad drzewami. Jest to dawny, obecnie nieczynny kamieniołom wapienia. Pozyskiwany w nim wapień wykorzystywano głównie do otrzymywania wapna palonego używanego w budownictwie. W pobliżu był wapiennik, w którym wypalano wapienie, obecnie są już tylko jego ruiny. Otoczenie skał jest turystycznie zagospodarowane, są ławki, stół, wiata, tablice informacyjne.

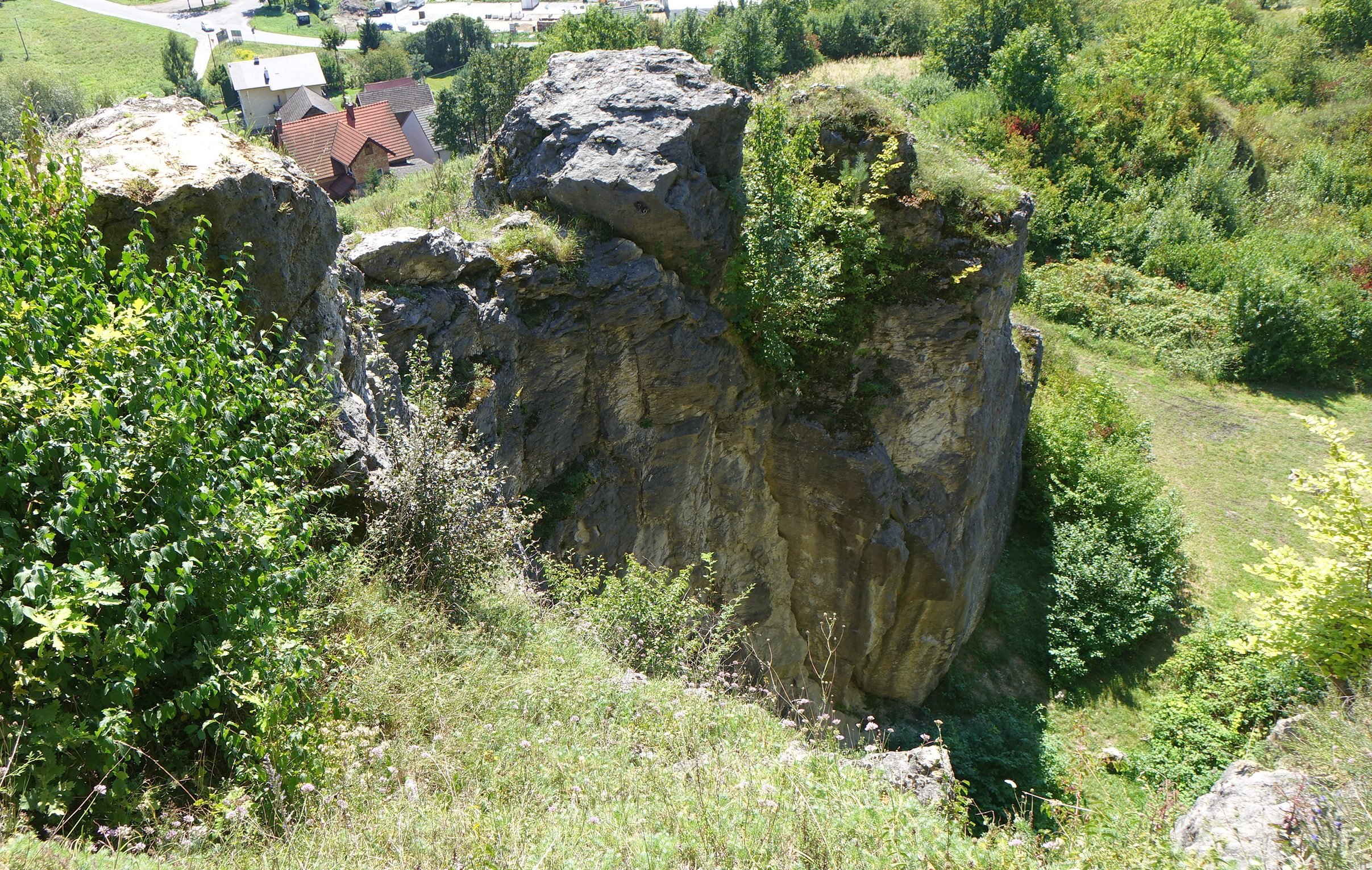
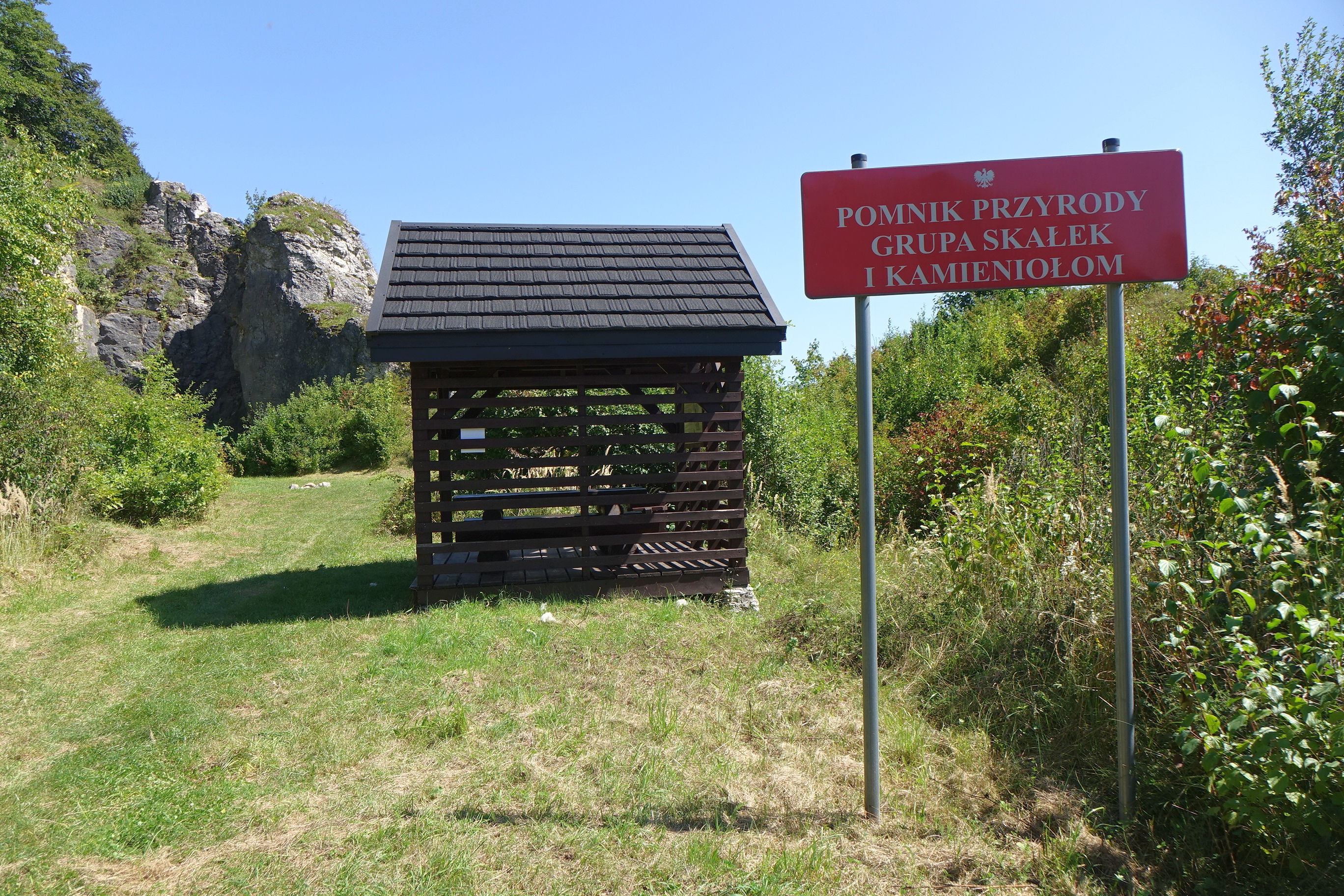
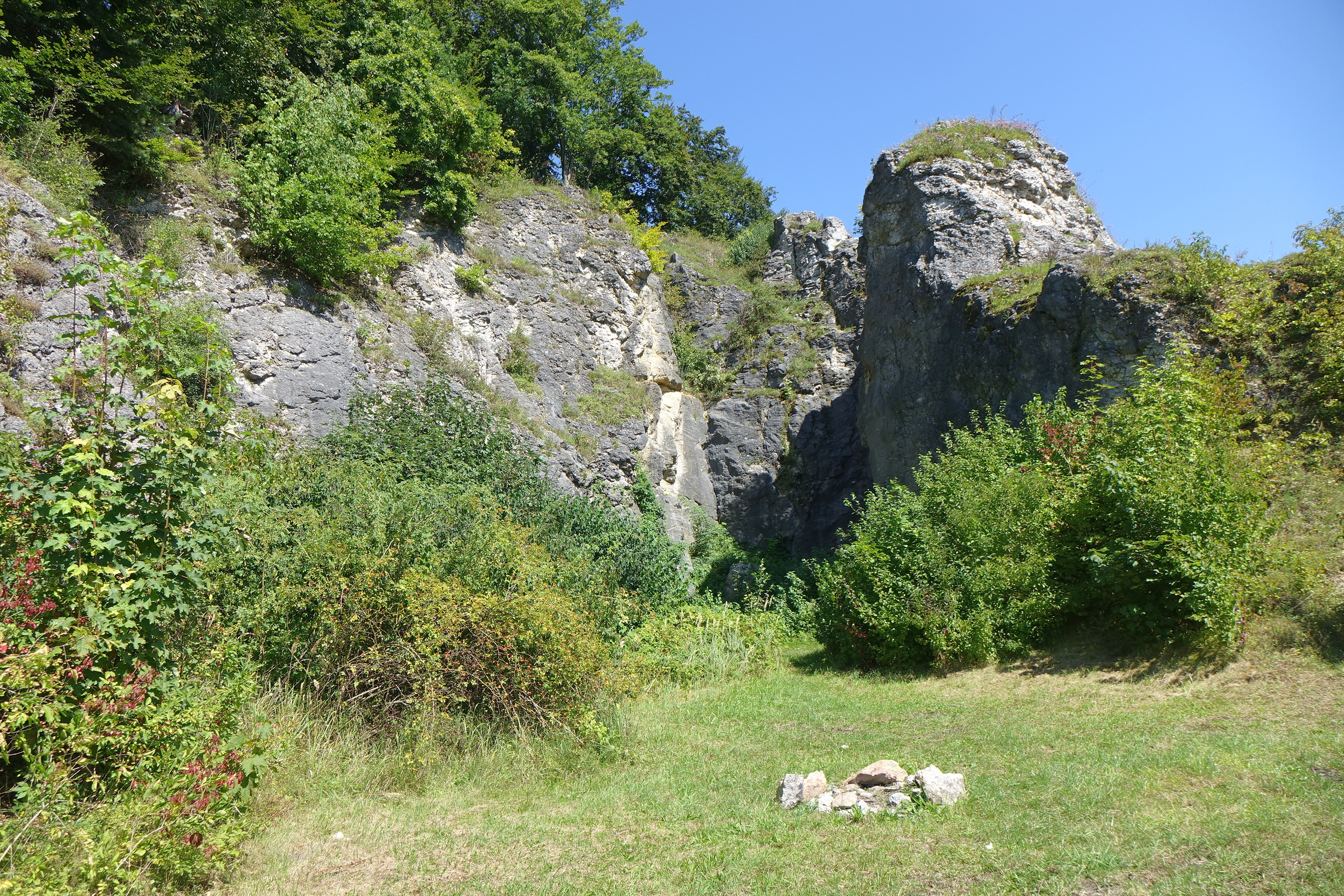
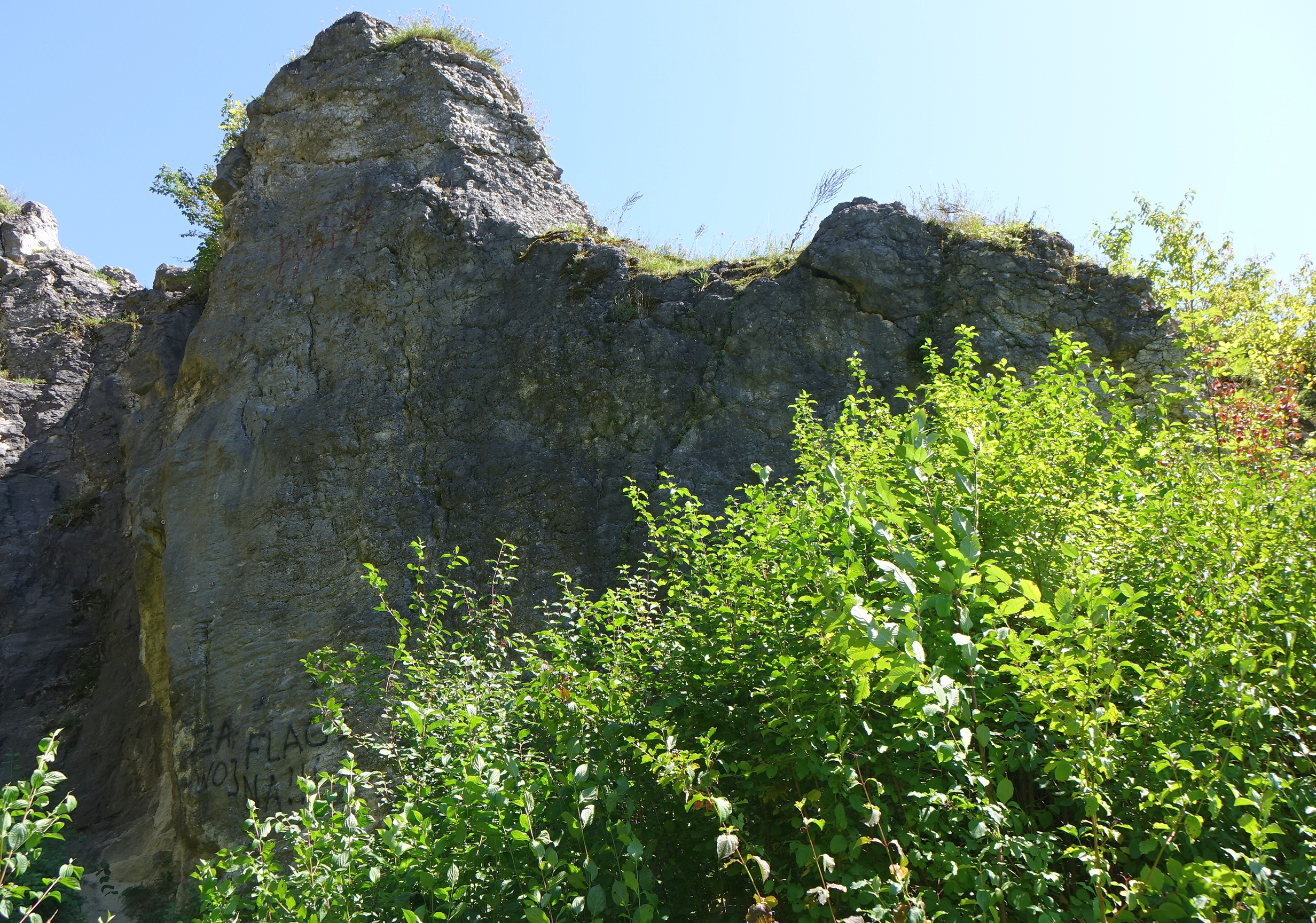
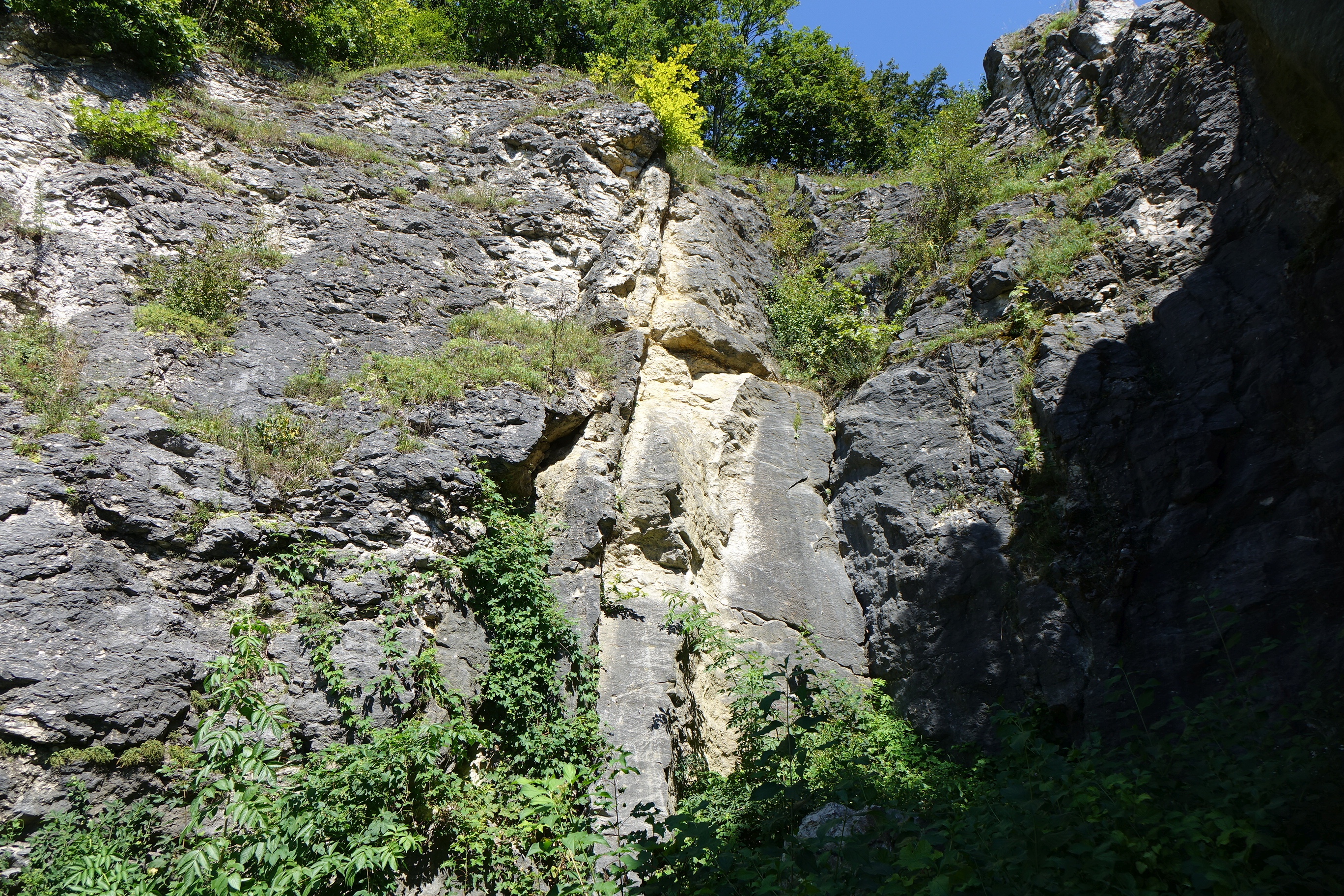
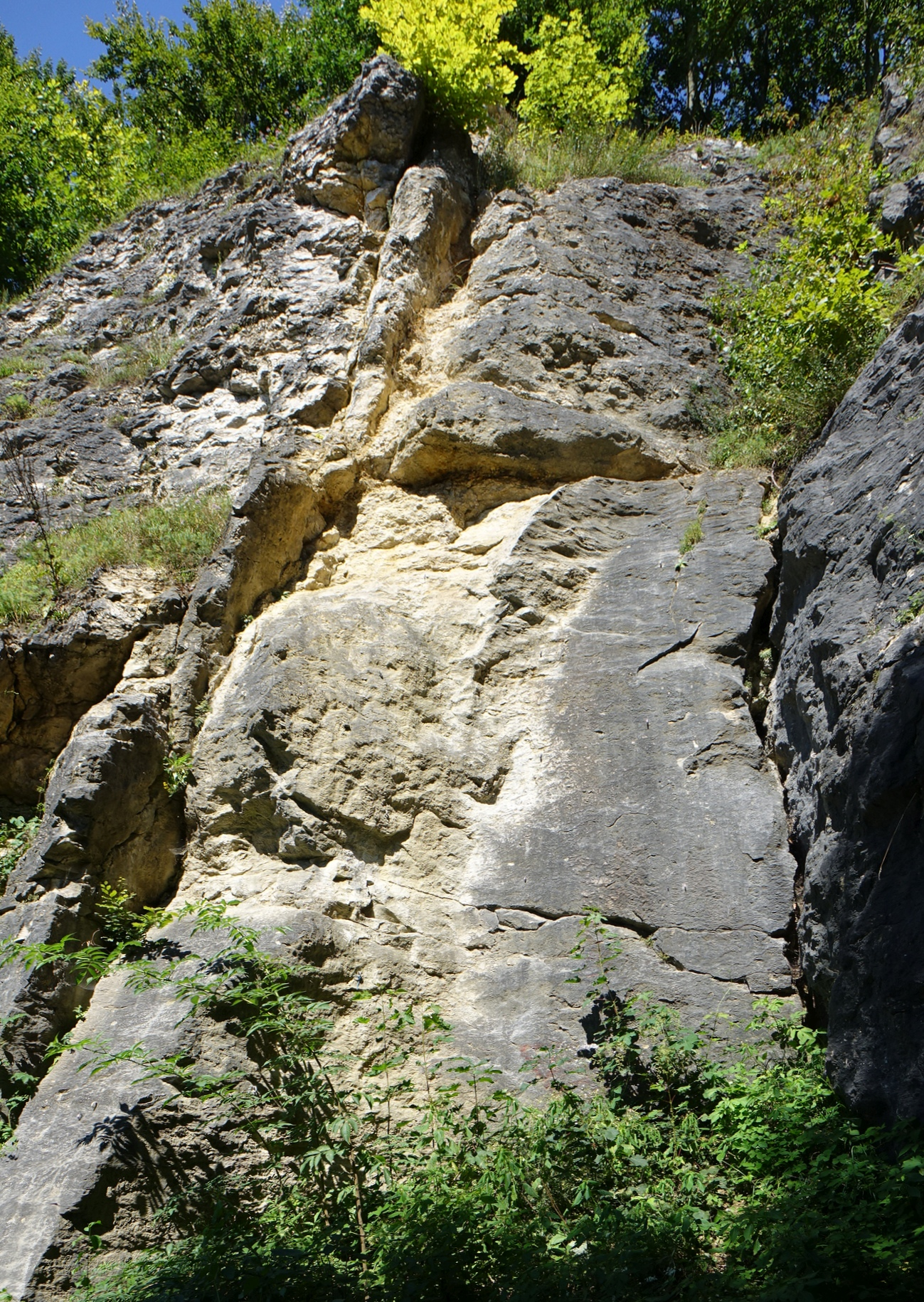
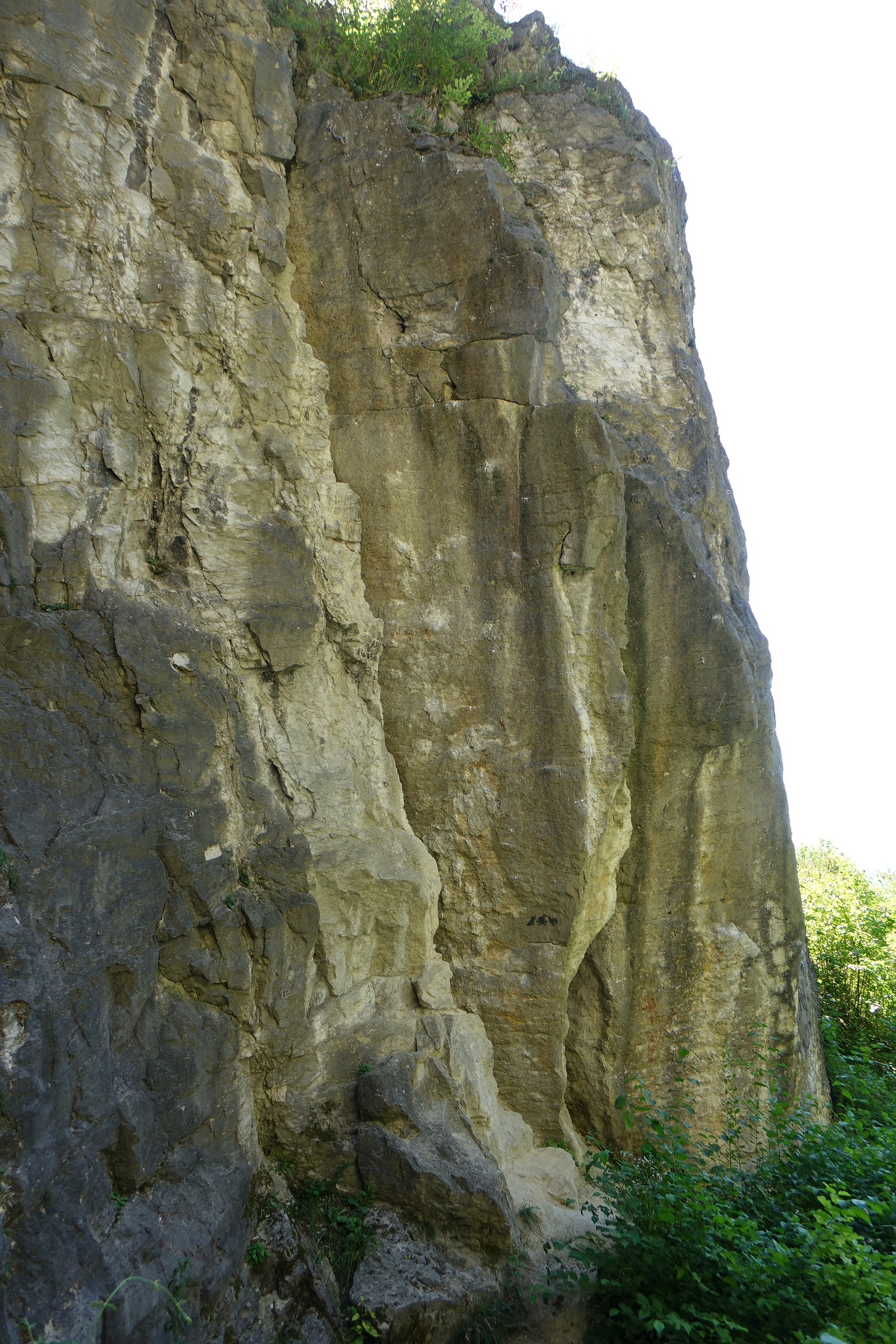
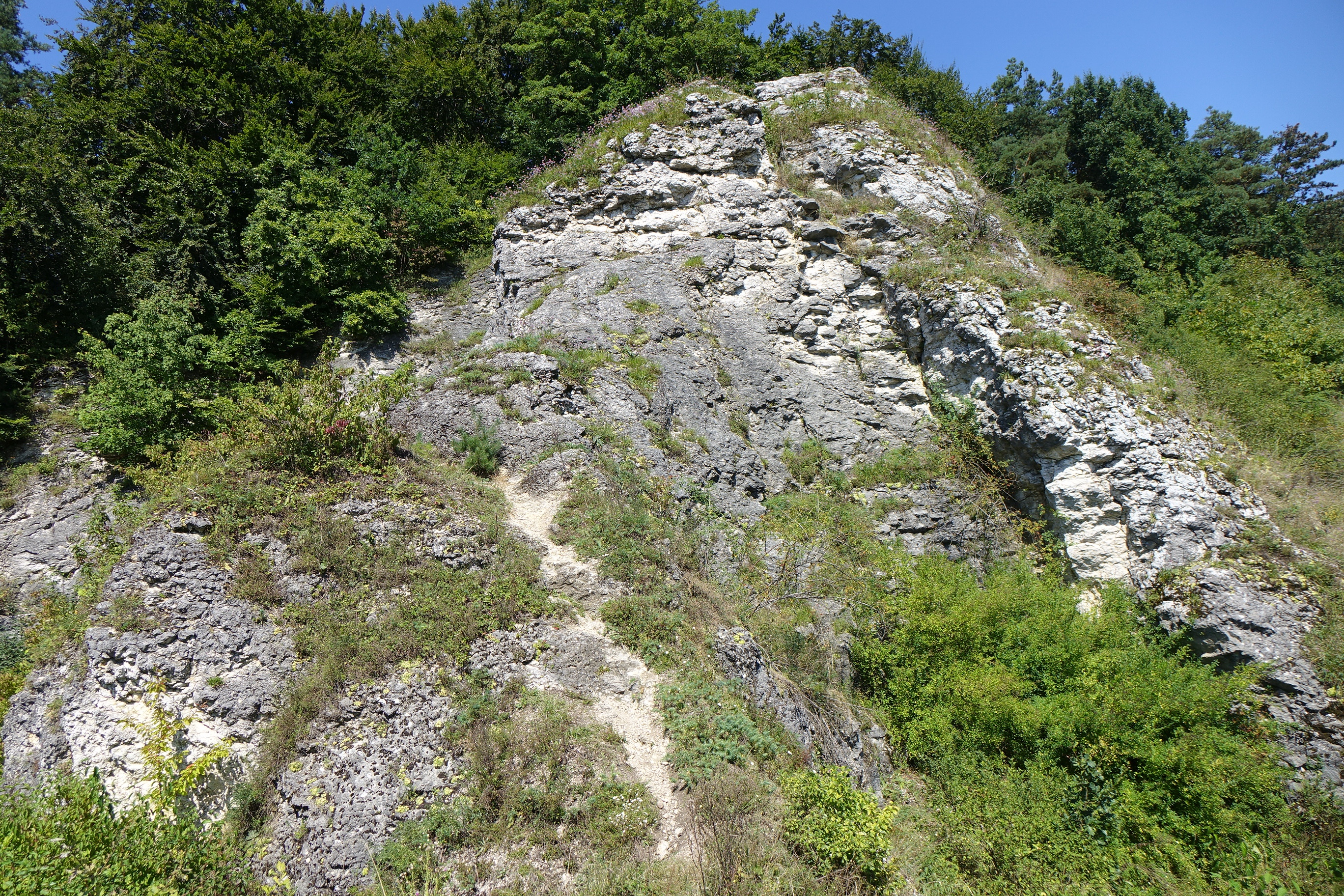

## Drogi wspinaczkowe
Na ścianach Mlecza w latach 2002–2006 poprowadzono 18 dróg wspinaczkowych o trudności od IV do VI.4 w skali polskiej. Mają zamontowane punkty asekuracyjne: ringi (r) lub spity (s) i ringi zjazdowe (rz). Drogi o długości 8–15 m. Skała oferuje dobre tarcie.

Mlecz I
1. Trzy okapy; 4r IV
2. Reanimatr; 1r + 3s, VI.1+
3. Samsara; 1r + 3s, VI.3/3+

Mlecz II
1. Zać; 2r + rz, V
2. Dżowniaca; 3r + rz, III

Mlecz III
1. Jointventure; 6r + rz, V
2. Republika; 6r + rz, V+
3. Rysa Pożyca; 6r + rz, IV
4. Convivium silentie; 3s, VI.4
5. Los fronkos desperados; 5r + rz, VI.3+
6. Diablos Tequilos; 6r + rz, VI.2+
7. Kotlet Pazura; 4r + 1h + rz, VI.2
8. Nekromanta; 2r + 1h + rz, VI.2
9. Mlecz; 4r + rz, V
10. Mirmoory i skowronki; 2r + rz, VI.1
11. Lewa; 2r, V+
12. Skośna; 1r, VI
13. Prawa; 2r, V+[5].

W niewielkiej odległości na północny wschód od Czubatki wznosi się druga skała– Czubatka, przez wspinaczy nazywana także Dry Igły.